# 研究用反应堆

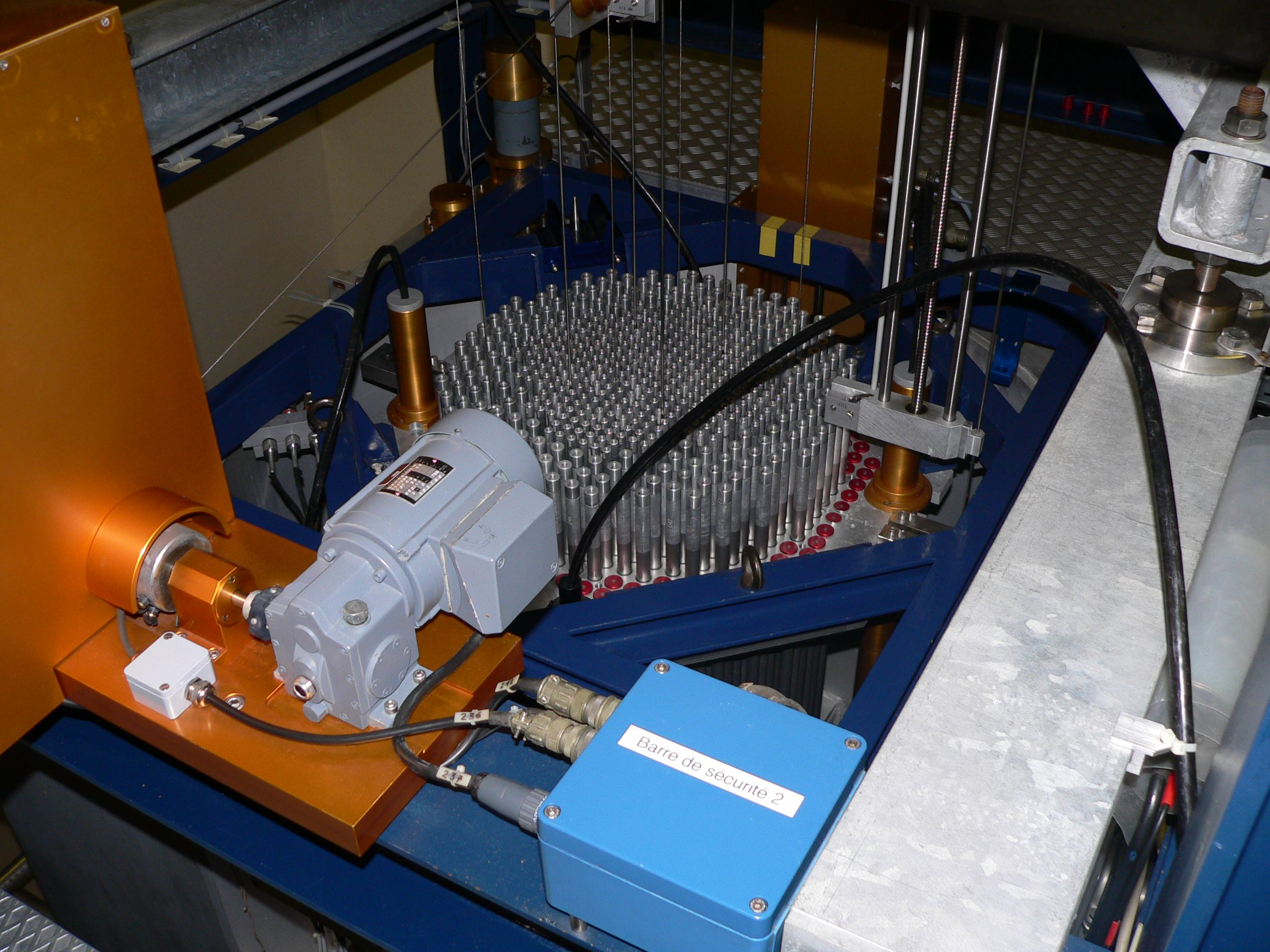
研究用反应堆

研究用反应堆是用來進行基础物理研究、材料试验的反應堆。研究用反应堆裡面有許多實驗裝置。研究用反应堆比一般的反应堆要更简单，并且温度较低。研究用反应堆需要用到的燃料少得多，而且产生的核裂变产物也少得多。另一方面，研究用反应堆需要用到的铀-235浓度达20%  ，距離能製造出核武器的93%鈾-235浓度還有相當大的距離。